# Stauropides persimilis
Stauropides persimilis är en fjärilsart som beskrevs av George Francis Hampson 1909. Stauropides persimilis ingår i släktet Stauropides och familjen nattflyn. Inga underarter finns listade i Catalogue of Life.